# PlatinumGames
A PlatinumGames Inc. japán videójáték-fejlesztő cég, melyet 2007 októberében alapítottak a Seeds Inc. és az Odd Inc. vállalatok összeolvadásával. Mikami Sindzsi, Inaba Acusi és Kamija Hideki az után alapította a Seeds Inc.-et miután a Capcom bezárta Clover Studiót, míg az Odd Inc.-et Minami Tacuja alapította. Egy évvel a PlatinumGames megalapítása után a Sega videójáték-kiadó vállalat bejelentette, hogy négy a cég által fejlesztett játékot fog megjelentetni; ezek a MadWorld, az Infinite Space, a Bayonetta és a Vanquish voltak. A két vállalat együttműködését később meghosszabbították az Anarchy Reigns című játékra. Ezen játékok legtöbbje pozitív kritikai fogadtatásban részesült. A PlatinumGames az évek folyamán szakértelmet fejlesztett ki az akciójátékokban és az egyik kulcsfilozófiája az volt, hogy a csapat nem követi a hagyományos játéktervezési koncepciókat.
Ugyan a PlatinumGames alapvető célja az új és egyedi szellemi tulajdonok létrehozása volt, azonban számos bérmunkát is elvállalt az Activisiontől több licencelt projekthez, melyek legtöbbje középszerű kritikát kapott. A PlatinumGames 2013 óta közeli kapcsolatot ápol a Nintendo konzolgyártó céggel, amely több projektjüket is anyagilag finanszírozta, így többek között a The Wonderful 101-t, a Bayonetta 2-t és az Astral Chaint is. A stúdió más fejlesztők sorozataihoz is készített új játékokat, a cég jelentősebb fejlesztői feladatokat vállalt a Konami Metal Gear Rising: Revengeance, a Nintendo Star Fox Zero, illetve a Square Enix Nier: Automata című játékaiban. A kritikailag és kereskedelmileg is sikeres Nier: Automata fontos projekt volt a PlatinumGamesnek, mivel ez volt az első megjelent játékuk a Microsoft Studios által finanszírozott Scalebound fejlesztésének leállítása után.

## Történet

### 2006–07: Megalapítás
A PlatinumGames a Seeds Inc. és az Odd Inc. egyesülésével jött létre 2007 októberében. A Seeds Inc.-et Mikami Sindzsi, Inaba Acusi és Kamija Hideki alapította 2006. augusztus 1-jén. A cég megalapítása előtt mindhárman a Capcomnál dolgoztak, és az oszakai székhelyű új és kreatív szellemi tulajdonok elkészítésére szakosodott Clover Studio vezetői voltak. Közösen olyan népszerű Capcom-sorozatokon dolgoztak, mint a Resident Evil, a Devil May Cry, a Viewtiful Joe és az Ōkami. Ezen játékok legtöbbje pozitív kritikai fogadtatásban részesült, azonban kereskedelmileg alulteljesítettek, ami ahhoz vezetett, hogy a Capcom bezárta a stúdiót. A stúdió bezárása előtt a három alapító már kilépett a stúdióból, hogy 2006 közepén megalapítsák a saját cégüket. 2006 januárjában a vállalat 51 alkalmazottra bővült, akik között számos egykori Capcom-alkalmazott is szerepelt, így például Ueda Maszami, a korai Resident Evil-játékok zeneszerzője, Simazaki Mari, az Ōkami művésze is. Hasimoto Júszuke és Szaitó Kendzsi, akik később a PlatinumGames elnökei lettek, is a cég megalapítási fázisában csatlakozott. Az új vállalat 2007 februárjában a weboldala beindításával fedte fel a létezését.
Az Odd Ltd.-et 2006 februárjában alapította Minami Tacuja, a céget 2007 júliusában átnevezték Odd Inc.-re. Minami a Clover Studio alapítóihoz hasonlóan a Capcomnál dolgozott a saját stúdiója megalapítása előtt. Miután csatlakozott a Capcomhoz 20 éven keresztül olyan címeken dolgozott, mint a Super Ghouls ’n Ghosts és a Mega Man sorozat. Azért döntött a kilépés mellett, mivel elege lett a folytatások készítéséből. Minami lett a stúdió vezetője és a cég igazgatására és ügyvitelére összpontosított, míg Mikami, Inaba és Kamija továbbra is rendezői vagy produceri szerepeket töltöttek be.

### 2008–12: Együttműködés a Segával
A cég egy éven keresztül, 2008-ig semmit sem fedett fel a készülő projektjeiből, amíg a Sega be nem jelentette, hogy négy PlatinumGames-játékot fog megjelentetni. Minami szerint ezek a címek egyediek és kreatívok voltak, és a Sega bátor volt, hogy elvállalta ezen kockázatos játékok megjelentetését. Minami azt is megjegyezte, hogy a Segával kötött együttműködésük lehetőséget adott ezen címek megjelentetésére a nyugati piacokon. A négy játék a MadWorld, az Infinite Space, a Bayonetta és a  Vanquish volt. Mindegyik 2009-ben jelent meg. A PlatinumGames által a szerződés részeként megalkotott összes szellemi tulajdon a Sega birtokában volt.
A MadWorld volt az első megjelent játék. Az Inaba által felügyelt játékot úgy tervezték, hogy az a inkább a nyugati közönség ízléséhez igazodjon, az egyedi művészeti stílusát pedig a Sin City ihlette. A játék történetét Macuno Jaszumi írta, aki korábban a Square Enix Ogre Battle és Final Fantasy Tactics című játékain dolgozott, míg a PlatinumGames és a Sega közösen lokalizálta a játékot a nyugati piacokra. A fejlesztőcsapat elsődleges célkitűzése az volt, hogy egy egyedi játékot készítsenek Wiire. A játék fő témai közé tartozott az erőszak és a brutalitás, ami botrányokhoz vezetett, mivel az bemocskolta a Wii konzol családbarát imázsát. Ugyan a játék pozitív kritikai fogadtatásban részesült, azonban kereskedelmileg bukás lett; a Sega heves marketingje ellenére Japánban és nyugaton is gyenge eladásokat produkált. Ugyan a játék kereskedelmi bukás lett, azonban a Sega úgy érezte, hogy az eladások „bátorítóak”, és kijelentette, hogy továbbra is fognak felnőtt közönséget megcélzó játékokat készíteni a Wiire. Később Welcome to Violence címmel megjelentettek egy gyűjteményt, amely a MadWorld, a House of the Dead: Overkill és a The Conduit játékokat csomagolja egybe, melyek mindegyike kereskedelmi bukás volt. 2010-ben a Sega bejelentette, hogy nem fognak több felnőtteknek szóló videójátékot megjelentetni a Wiire,  a MadWorld csalódást okozó eladási adatait az egyik hozzájáruló tényezőként emelve ki. Ennek ellenére a PlatinumGames néhány nappal később kijelentette, hogy szívesen készítenének egy folytatást a játékhoz.
A cég második játéka az Infinite Space volt. Az Infinite Line címen bejelentett játék egy szerepvideójáték valós idejű stratégiai és űrszimulációs elemekkel. A játékot Arthur C. Clarke és Greg Egan művei ihlették, a PlatinumGames a Nude Makerrel szorosan együttműködött a játék fejlesztése alatt. Az Inaba által felügyelt cím 2009 júniusában jelent meg Japánban, amit 2010 márciusában követett a nyugati területekre lokalizált kiadás. A játék mérsékelt siker volt Japánban, azonban nyugaton az eladások nem voltak kielégítőek. A PlatinumGames a Segát azzal vádolta, hogy nem gyártott elegendő mennyiségű példányt a játékból, mivel az „azonnal elfogyott”.
Harmadik játékuk a Bayonetta akciójáték, amely a Devil May Cry sorozatból „fejlődött tovább”. A címet Kamija rendezte, aki korábban számos alkalmi játékosokat megcélzó projektötletet is benyújtott a stúdiónak a  Bayonetta fejlesztésének megkezdése előtt. A játéknak saját története van, melyhez a skandináv mitológiából merítettek ötleteket, míg a címszereplő Kamija „ideális nő” képén alapul. A fejlesztőcsapat „Team Little Angels” néven szerepel a stáblistán, szemben a Devil May Cry „Team Little Devils” csapatával. A játék megjelenésekor kritikai elismerésben részesült; a kritikusok az akcióját a „műfaj csúcsának” kiáltották ki, illetve a szereplőit és az innovációt is dicsérték. Inaba szerint azonban ezzel szemben a csapat túl magas színvonalszintet állított maga elé és rendkívül frusztrált lett a projekt fejlesztésének végére. Inaba azt is megjegyezte, hogy a játék fejlesztése „majdnem kettétörte” a PlatinumGamest. A csapat szelleme helyreállt miután visszahalloták a játékosok pozitív visszajelzéseit. Inaba mindezek mellett a játék PlayStation 3-verzióját a cég „legnagyobb kudarcának” nevezte, mivel a csapat nem rendelkezett elegendő tudással a játék ezen verziójának elkészítéséhez. A játékból több, mint 1,35 millió példányt szállítottak le, azonban Minami szerint a cég csalódott volt az eladásokkal, annak ellenére, hogy az a vállalat által gyártott egyik legsikeresebb játék lett. A Gonzo Bayonetta: Bloody Fate címmel egy a játékon alapuló animációs filmet is készített.
Az eredeti Sega–PlatinumGames-együttműködés bejelentésekor egy Mikami vezetésével készülő titokzatos negyedik játékra is utalást tettek. Ezt a játékot végül Vanquish címmel jelentették be. A csapat a Sinzó ningen Casshernből nyert inspirációt a játék képi világának kialakításakor. Mikami próba – szerencse módján döntött a játék harmadik személyű nézőpontjáról, és azt remélte, hogy azzal a csapat felgyorsíthatja a játék menetének iramát. Eredetileg nyitott világúnak tervezték, azonban ezt az ötletet később elvetették és a játék irányvonala lineárisra váltott. A játékot a megjelenésekor pozitívan fogadták, a kritikusok innovatívnak nevezték azt a lövöldözős műfajba való új elemek bevezetése miatt. A Sega megjegyezte, hogy a játék első és második napi eladásai bátorítóak. A játék megjelenése után Mikami kilépett a PlatinumGamesből és Tango Gameworks néven új céget alapított. Minami szerint Mikami „mindig a saját főnöke és a saját játékfejlesztője akart lenni”.
2010 végén a PlatinumGames bejelentette, hogy tárgyalásokat folytatott a Segával az együttműködésük meghosszabbítására. Inaba hozzáfűzte, hogy a Sega olyan kiadó, ami nagy kreatív szabadságot ad a játékaik felett. 2011-ben a PlatinumGames bejelentette, hogy a Max Anarchy című játék erejéig meghosszabbították a szerződésüket. A játék nyugaton Anarchy Reigns címmel jelent meg 2013-ban. A játék a MadWorld folytatása, azonban nem Sin City-stílusú grafikai stílusa van, habár a játékosok Jack Cayman MadWorld-főszereplő szerepét veszik fel a játék legtöbb részében. A játék a megjelenésekor megosztott kritikai fogadtatásban részesült, és Japánban és nyugaton is kereskedelmi bukás lett. Az Anarchy Reigns volt az utolsó PlatinumGames által fejlesztett játék, melyet a Sega jelentett meg.

### 2013–napjainkig: Licencelt termékek és exkluzív játékok
2011-ben Kodzsima Hideo és a Kojima Productions nevű stúdiója egy új Metal Gear-játékon dolgozott, melynek középpontjába a kardokkal felszerelkezett Raident állították. Mivel Kodzsima nem tudott továbbra is a játékon dolgozni, ezért felkereste Minamit, hogy a PlatinumGames dolgozzon azon. Kodzsima szerint a PlatinumGames volt az egyetlen olyan stúdió, amely képes elkészíteni egy kardalapú harcrendszrrel rendelkező akciójátékot. A csapat lopakodós elemeket is adott a játékhoz, mivel túl unalmasnak és egyszerűnek találták annak rendszereit. A Szaitó Kendzsi által rendezett játék 2013-ban jelent meg Metal Gear Rising: Revengeance címmel, és általánosságban kedvező kritikai fogadtatásban részesült, illetve kereskedelmi siker lett. Mindezek mellett ez volt a cég első licencelt címe.

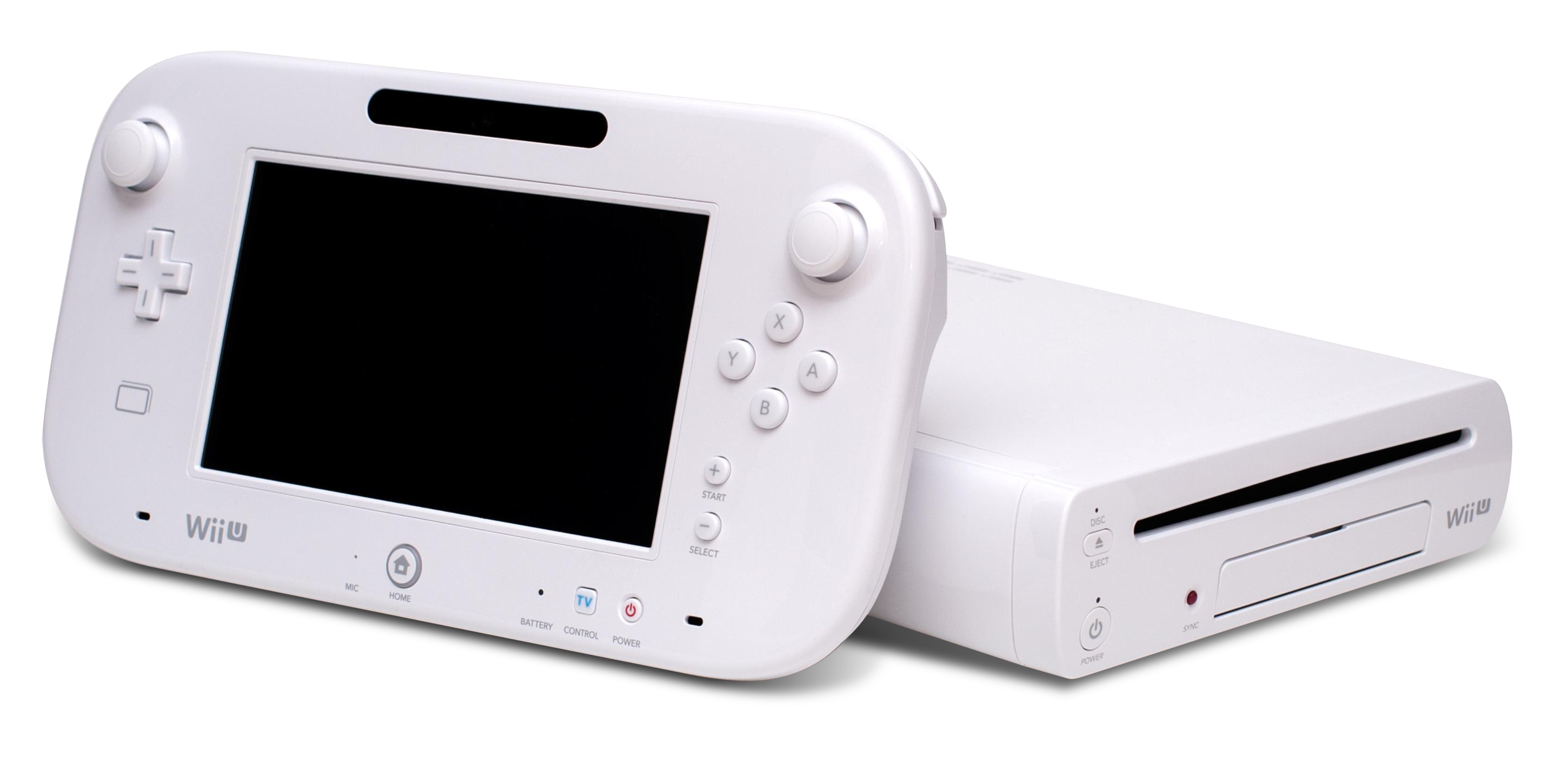
A PlatinumGames két egymást követő évben kettő Wii U exkluzív játékot jelentetett meg

Ugyanebben az évben jelent meg a PlatinumGames második nyolcadik generációs videójáték-konzolokra kiadott játéka, a The Wonderful 101 Wii U-ra. Kamija volt a játék rendezője, míg Minami kreatív tanácsokat biztosított. Kamija szerint a játékhoz olyan klasszikus tokuszacusorozatokból merítettek ihletet, mint a Power Rangers, és a játékot úgy tervezték, hogy az mindenféle közönségnek tetszen. A játékot eredetileg Wiire tervezték és klasszikus Nintendo-szereplőket tartalmazott volna, azonban mivel a csapat úgy érezte, hogy ezeket a szereplőket nehéz kreatív módon felhasználni, ezért a játék fejlesztését ideiglenesen leállították. A fejlesztését később újraindították, a megjelent játékban végül 50 eredeti szereplő kapott helyet. A Nintendo a játék fejlesztése során ötletekkel állt elő annak reményében, hogy az nagyobb közönséget ér el. A játék kritikai elismerésben részesült, azt a Wii U kínálatának egyik legjobb játékának tekintik, és a közösség az egyik Nintendo-kedvencükké választotta. Ezek ellenére a játék az eladások tekintetében alulteljesített Japánban, megjelenésének hetében az egy hónappal korábban kiadott Pikmin 3-ból is több példány kelt el. A VG247 a játék bukását a Wii U alacsony eladásainak nyilvánította.
Az együttműködés a 2014-ben megjelent Bayonetta 2-vel folytatódott, ami vitát váltott ki a Wii U-exkluzivitása miatt, mivel az elődje multiplatform cím. Inaba Acusi vezető producer szerint a vállalat a Segával közösen dolgozott a folytatáson, azonban később a fejlesztés közben leállították a munkálatokat rajta, amíg a Nintendo fel nem ajánlotta, hogy finanszírozza a projektet. A Sega a kiadóváltás ellenére továbbra is tanácsokkal látta el a csapatot. Inaba hozzáfűzte, hogy a Nintendo nem szólt bele közvetlenül a játék fejlesztésébe, a vállalat szerepét egy felügyelőhöz hasonlította. Kamija, aki eredetileg nem számított arra, hogy a játék folytatást kap, a játék felügyelőjeként szolgált. Kamiját Hasimoto Júszuke váltotta a rendezői pozícióban. Hasimoto az eredeti játék harcrendszerének finomhangolására és a játék újrajátszhatóságának kibővítésére összpontosított. A Bayonetta 2 kritikai elismerésben részesült a megjelenésekor, a szaksajtó számos tagja tökéletes pontszámmal jutalmazta azt. Ugyan a Nintendo nem értékelte a játék eladásait, azonban megjelenésének hetében abból csak 38 828 lemezes példány kelt el Japánban, ezzel sokkal rosszabbul teljesítve mint az elődje. A játék a megjelenésének hetében a hetedik legkelendőbb lemezes videójáték volt az Egyesült Királyságban, azonban a második hétre az eladások jelentős mértékben visszaestek.
A vállalat az idő haladtával egyre több már meglévő szellemi tulajdonhoz készített licencelt játékot. A partnereik kreatív szabadságot adtak nekik ezen játékok játékmenetének megalkotásában. Az első licencelt játékuk a The Legend of Korra (2014) volt, amely a Nickelodeon azonos című animációs sorozatán alapul. A játékot az Activision jelentette meg, történetét Tim Hedrick, a sorozat írója szerezte. A játék a megjelenésekor megosztott kritikai fogadtatásban részesült. A The Legend of Korrát a Hasbro Transformers: Generations játékvonalán alapuló Transformers: Devastation követte. A játékot Szaitó rendezte, képi világát és hangulatát úgy tervezték, hogy eltérjenek a korábbi Transformers-játékoktól. A játék kedvező kritikai fogadtatásban részesült amikor 2015-ben megjelent. A harmadik licencelt játékuk, a Teenage Mutant Ninja Turtles: Mutants in Manhattan 2016 májusában jelent meg. A játék tervezőjének, Sirahama Eirónak elmondása szerint a csapat végignézte a TMNT animációs sorozatokat és a Super Famicomra megjelent régebbi TMNT-játékokkal is játszott a játék fejlesztése során, hogy megértsék a sorozat univerzumát és szereplőit. A játék a megjelenésekor megosztott kritikai fogadtatásban részesült.
2013-ban Kamija bejelentette, hogy szívesen folytatná a PlatinumGames és a Nintendo együttműködését, olyan már meglévő Nintendo-sorozatokhoz készítene új játékokat, mint a Star Fox. Mijamoto Sigeru, a Star Fox Zero producere is kijelentette, hogy szívesen alkalmazna külsős fejlesztőket, hogy a projektnek rövidebb lehessen a fejlesztési ideje. A csapatot felbérelték a játék társfejlesztőjének miután a Nintendo alkalmazottai meglátták az Arwing-pályát a Bayonetta 2-ben. A Zero a Star Fox Guard toronyvédő játék spin-offjával 2016 áprilisban, megosztott kritikai fogadtatás mellett jelent meg. 2016 márciusának végén Minami visszamondta elnöki és vezérigazgatói pozícióját, helyére Szató Kenicsi vezető producer állt.
2016 augusztusában bejelentették, hogy s PlatinumGames együttműködést kötött a Cygameszel a Granblue Fantasy: Relink akció-szerepjáték fejlesztésére, azonban 2019 februárjában bejelentették, hogy a PlatinumGames már nem vesz részt a projektben, és a fejlesztés hátralévő része a Cygamesre hárul.
2016-ban Kamija és a csapata a Scalebound című játékon dolgozott a Microsoft Studios megbízásából, amíg 2017 januárjában le nem állították a fejlesztését. Nem sokkal a játék törlése után Jean-Pierre Kellams kreatív igazgató kilépett a cégből, míg Kamija a rendezői szerepéből a PlatinumGames alelnöki pozíciójába került. A stúdió a Square Enixszel közösen készítette el a Microsoft Windowsra és PlayStation 4-re 2017-ben, míg Xbox One-ra 2018-ban megjelent Nier: Automatát. A Nier tervezője, Jokoo Taró által rendezett játék kritikai elismerésben részesült és több mint 2 millió példányt adtak el belőle. Kamija szerint Taró „megmentette” a Scalebound fejlesztésének leállításának nyögő PlatinumGamest. A játék pozitív fogadtatása ismét felkeltette a közönség érdeklődését a PlatinumGames munkái iránt. Ugyanezen év májusában Inaba bejelentette, hogy a cég egy új szellemi tulajdonon dolgoik. A The Game Awards 2017 díjátadón bejelentették a Nintendo Switchre megjelenő Bayonetta 3-at, illetve, hogy az első két Bayonetta-játékot két hónap múlva megjelentetik a platformra. A rendezvényen a Nier: Automata díjat nyert a legjobb zene kategóriában.
2018 áprilisában a cég bejelentette, hogy együttműködést kötött a DeNA-vel egy a japán folklórra összpontosító World of Demons című akciójáték Android és iOS készülékekre való megjelentetéséhez. A játék fejlesztése 2015-ben, 30 fővel indult meg, köztük olyan fejlesztőkkel, akik a Star Fox Zerón és a Bayonetta 2-n is dolgoztak. A játékot 2018-ban egyes országokban korlátozottan megjelentették, azonban a következő évben lekerült az áruházak kínálatából. 2019. augusztus 30-án Astral Chain címmel újabb játékot jelentettek meg, kizárólag Nintendo Switchre.
2019-ben Inaba Acusi, a PlatinumGames vezetője bejelentette, hogy a stúdió kettő teljesen a cég tulajdonába tartozó be nem jelentett játékon dolgozik, közülük az egyiket „valóban semmihez sem hasonlíthatónak” írta le.
2020 januárjában a Tencent Holdings tőkebefektetést nyújtott a PlatinumGamesnek, amelynek köszönhetően a stúdió saját kiadásában jelentheti meg a későbbi címeit. Szató Kenicsi, a PlatinumGames vezérigazgatója kijelentette, hogy a Tencent befektetése semmilyen hatással nem volt a vállalat tulajdonjogára és a stúdió továbbra is független fejlesztőként fog tevékenykedni. 2020. február 3-án a PlatinumGames „Platinum 4” címmel weboldalt indított, melynek témája négy projekt. Az első projekt a The Wonderful 101 modernebb konzolokra való átírását megcélzó Kickstarter-kampánya volt. A port a PlatinumGames első saját kiadású játéka lesz, a Tencent befektetése semmiféle behatással nem volt annak fejlesztésére.

## Filozófiája
Inaba elmondása szerint a cég alapvető célja új szellemi tulajdonok elkészítése, és a kockázatok vállalása a videójáték-fejlesztés kulcsfontosságú része. Ennek ellenére a vállalat később licencelt címeken is dolgozott, mivel a csapat „nehéznek” érezte az eredeti játékok megalkotását, melyek alkalmakként túlságosan kockázatosak és a csapat számára nem kielégítő eladásokat produkálnak. Minami szerint a licencelt és saját játékokon való munkálkodás stabilitást biztosít a cég számára. A PlatinumGames annak ellenére, hogy új fókuszra talált, továbbra is az eredeti játékfejlesztési elképzelését követi, és a csapat reménykedik, hogy bekerülhet „a világ három legjobb játékstúdiója” közé. Annak ellenére, hogy a PlatinumGames japán fejlesztőcég, a csapat olyan elemeket is megpróbál hozzáadni a játékaihoz, melyek nagy globális közönséget vonzanak. Minami szerint a cég boldogan dolgozik japán és nyugati kiadókkal is.
Inaba elmondása alapján a vállalat értékeli a „változás” ötletét, és „azokat akik nem keresik az állandó változást nem feltétlenül látjuk szívesen abban, amire én úgy gondolom, hogy a cégnek lennie kell.” Minami szerint a PlatinumGames kizárólag olyan játékokat készített, amikről a fejlesztőcsapat szenvedélyes volt. Inaba a stúdiót „hangosnak” írta le, mivel a fejlesztőcsapat bármelyik tagja bátran kifejtheti a véleményét a projektjeikkel kapcsolatban és az elképzeléseik nincsenek eltiporva. A stúdió szívesen fogadja az olyan alkalmazottak kreatív hozzájárulásait is, akik közvetlenül nem vesznek részt a játék megtervezésében, így művészekét és programozókét. Szeitó szerint az összes a cég által fejlesztett játéknak „Platinum-ízvilága” van. Annak ellenére, hogy a cég az akciójátékokra szakosodott Szaitó szerint a stúdió az összes projektjéből tanult és ezt a tudást az új játékaikra és műfajaikra fogják fordítani. A cég a saját és a licencelt játékaikba bevezetett új elemekkel próbál innovatív lenni. A PlatinumGames szerint egy jó akciójátéknak „passzívnak” kell lennie és rendelkeznie kell egy „egyedi tulajdonsággal”, ezek mellett olyan újrajátszhatósága legyen, amely lehetőséget ad a játékosok tudásának csiszolására, erős főszereplője legyen és ne kövesse a konvencionális tervezési filozófiát.

## Videójátékai
| Év     | Cím                                                | Kiadó             | Platform                                                                                    | Megjegyzés                                                   |
| ------ | -------------------------------------------------- | ----------------- | ------------------------------------------------------------------------------------------- | ------------------------------------------------------------ |
| 2009   | MadWorld                                           | Sega              | Wii                                                                                         | N/A                                                          |
| 2009   | Infinite Space                                     | Sega              | Nintendo DS                                                                                 | A Nude Makerrel közösen fejlesztve                           |
| 2009   | Bayonetta                                          | Sega              | Microsoft Windows, Nintendo Switch, PlayStation 3, PlayStation 4, Wii U, Xbox 360, Xbox One | n.a.                                                         |
| 2010   | Vanquish                                           | Sega              | Microsoft Windows, PlayStation 3, PlayStation 4, Xbox 360, Xbox One                         | n.a.                                                         |
| 2012   | Anarchy Reigns                                     | Sega              | PlayStation 3, Xbox 360                                                                     | n.a.                                                         |
| 2013   | Metal Gear Rising: Revengeance                     | Konami            | Microsoft Windows, OS X, PlayStation 3, Shield Android TV, Xbox 360                         | n.a.                                                         |
| 2013   | The Wonderful 101                                  | Nintendo          | Wii U                                                                                       | n.a.                                                         |
| 2014   | Bayonetta 2                                        | Nintendo          | Nintendo Switch, Wii U                                                                      | n.a.                                                         |
| 2014   | The Legend of Korra                                | Activision        | Microsoft Windows, PlayStation 3, PlayStation 4, Xbox 360, Xbox One                         | n.a.                                                         |
| 2015   | Transformers: Devastation                          | Activision        | Microsoft Windows, PlayStation 3, PlayStation 4, Xbox 360, Xbox One                         | n.a.                                                         |
| 2015   | 8-Bit Bayonetta                                    | Sega              | Böngésző, Microsoft Windows                                                                 | A Bitbaboonnal közösen fejlesztve                            |
| 2016   | Star Fox Zero                                      | Nintendo          | Wii U                                                                                       | A Nintendo EPD-vel közösen fejlesztve                        |
| 2016   | Star Fox Guard                                     | Nintendo          | Wii U                                                                                       | A Nintendo EPD-vel közösen fejlesztve                        |
| 2016   | Teenage Mutant Ninja Turtles: Mutants in Manhattan | Activision        | Microsoft Windows, PlayStation 3, PlayStation 4, Xbox 360, Xbox One                         | n.a.                                                         |
| 2017   | Nier: Automata                                     | Square Enix       | Microsoft Windows, PlayStation 4, Xbox One                                                  | n.a.                                                         |
| 2018   | World of Demons                                    | DeNA              | iOS                                                                                         | n.a.                                                         |
| 2019   | Astral Chain                                       | Nintendo          | Nintendo Switch                                                                             | n.a.                                                         |
| 2020   | The Wonderful 101: Remastered                      | PlatinumGames     | Microsoft Windows, Nintendo Switch, PlayStation 4                                           | n.a.                                                         |
| ?      | Babylon’s Fall                                     | Square Enix       | Microsoft Windows, PlayStation 4                                                            | n.a.                                                         |
| ?      | Bayonetta 3                                        | Nintendo          | Nintendo Switch                                                                             | n.a.                                                         |
| ?      | Lost Order                                         | Cygames           | Android, iOS                                                                                | n.a.                                                         |
| ?      | Granblue Fantasy: Relink                           | Cygames           | PlayStation 4                                                                               | 2019-ben a fejlesztés teljes mértékben átkerült a Cygameshez |
| Törölt | Scalebound                                         | Microsoft Studios | Microsoft Windows, Xbox One                                                                 | 2017-ben leállították a fejlesztését                         |

## Fordítás
- Ez a szócikk részben vagy egészben  a   PlatinumGames című angol Wikipédia-szócikk ezen változatának fordításán alapul.  Az eredeti cikk szerkesztőit annak laptörténete sorolja fel. Ez a jelzés csupán a megfogalmazás eredetét és a szerzői jogokat jelzi, nem szolgál a cikkben szereplő információk forrásmegjelöléseként.